# 索尔格河畔昂特赖格
索尔格河畔昂特赖格（法語：Entraigues-sur-la-Sorgue，法語發音：[ɑ̃tʁɛg syʁ la sɔʁg]）是法国普罗旺斯-阿尔卑斯-蓝色海岸大区沃克吕兹省的一个市镇，属于卡庞特拉区。

## 地理
索尔格河畔昂特赖格（44°0'11"N, 4°55'36"E）面积16.57 平方千米，位于法国普罗旺斯-阿尔卑斯-蓝色海岸大区沃克吕兹省，该省份为法国东南部内陆省份，北起德龙省，西北接阿尔代什省，西接加尔省，南至罗讷河口省，东南角与瓦尔省接壤，东临上普罗旺斯阿尔卑斯省。
与索尔格河畔昂特赖格接壤的市镇（或旧市镇、城区）包括：阿尔唐德帕吕、贝达里德、佩尔讷莱方丹、圣萨蒂南-莱萨维尼翁、索尔格、沃代讷。

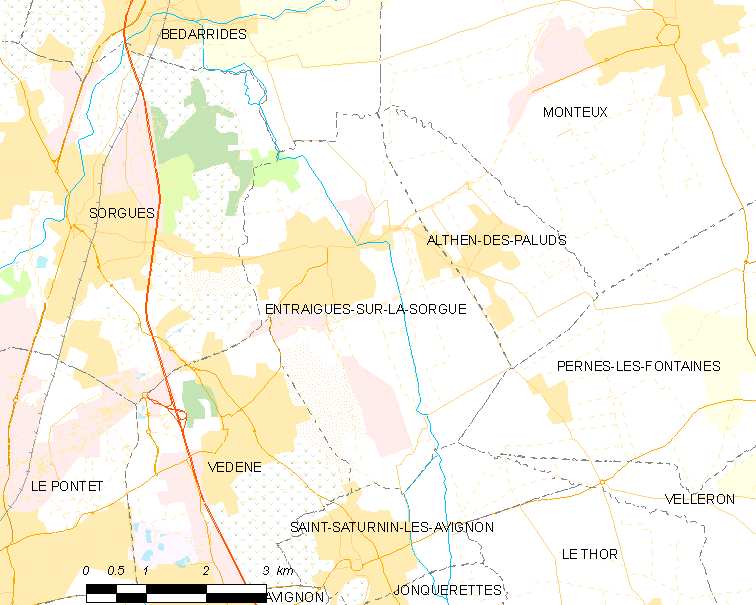
索尔格河畔昂特赖格的OSM定位图

索尔格河畔昂特赖格的时区为UTC+01:00、UTC+02:00（夏令时）。

## 行政
索尔格河畔昂特赖格的邮政编码为84320，INSEE市镇编码为84043。

## 政治
索尔格河畔昂特赖格所属的省级选区为蒙特县。

## 人口

1962-2008年间索尔格河畔昂特赖格人口变化图示

索尔格河畔昂特赖格于2022年1月1日时的人口数量为8888人。